# Irlanda all'Eurovision Song Contest
L'Irlanda partecipa all'Eurovision Song Contest fin dal 1965. Detiene numerosi record nella storia della competizione, tra cui il maggior numero di vittorie (7), primato condiviso con la Svezia.

## Storia

### L’esordio e le prime tre vittorie
L’Irlanda ha esordito all’Eurovision Song Contest nel 1965, con Butch Moore e la canzone I'm Walking the Streets in the Rain, classificatasi sesta con 11 punti.
Nelle sue prime 25 apparizioni, l’Irlanda ha ottenuto ottimi risultati, arrivando seconda in un paio di occasioni e vincendo il concorso per tre volte. Due di queste (nel 1980 e nel 1987) arrivano con lo stesso artista, Johnny Logan, che rimarrà l'unico plurivincitore dell'Eurovision fino all'edizione del 2023, con la seconda vittoria della svedese Loreen. Logan vincerà il concorso un’altra volta da autore, scrivendo il testo e musica di Why Me? di Linda Martin, brano vincitore dell’edizione 1992.

### Anni ‘90: Irlanda regina del Contest
L'Irlanda si rivelerà la protagonista assoluta del Contest negli anni '90, con la conquista di due secondi posti nel '90 e nel '97, ma, soprattutto, di ben quattro vittorie tra il ‘92 e il ‘96 e diventando tra l’altro l'unica nazione nella storia dell’ESC a trionfare per tre volte consecutive (1992, 1993, 1994).
Le numerose vittorie negli anni '90 hanno fatto dell'Irlanda la nazione con il record assoluto di sette vittorie, venendo pertanto considerata la "Regina del Contest". Tale record verrà eguagliato solamente nel 2023 dalla Svezia. Altri primati appartengono al Point Theatre di Dublino e alla stessa capitale irlandese, che hanno ospitato l'Eurovision per il maggior numero di volte, rispettivamente tre e sei.
Nel 1993 il Contest si è tenuto a Millstreet, dove per la prima volta è stata utilizzata una preselezione televisiva che ha dato la possibilità a tre nazioni di debuttare alla manifestazione musicale.

### La crisi del XXI secolo
Con l'inizio del XXI secolo, l'Irlanda non è stata più in grado di ottenere risultati di rilievo, terminando in top 10 in sole tre occasioni e conquistando come miglior risultato un 6º posto nel 2000. Nel 2002, a causa del penultimo posto dell'anno precedente, non partecipa all'Eurovision per la prima e unica volta dal suo esordio nel '65, in quanto il regolamento dell'epoca impediva alle ultime classificate di prendere parte all'edizione successiva del Contest.
Dal 2003 a oggi, con l'introduzione delle semifinali, l'Irlanda è riuscita ad accedere alla finale in appena dieci occasioni. Nel 2007 ottiene appena 5 punti, terminando per la prima volta nella sua storia la finale all'ultimo posto, risultato eguagliato nel 2013.
Nel 2019 e nel 2021 l’Irlanda si è classificata per la prima volta nella sua storia all’ultimo posto in assoluto, essendo la nazione che ha ricevuto meno voti fra i semifinalisti.

## Partecipazioni
- Primo posto
- Secondo posto
- Terzo posto
- Ultimo posto

| Anno                            | Artista                                | Canzone                             | Lingua    | Posizione           | Posizione           | Posizione                | Posizione                |
| Anno                            | Artista                                | Canzone                             | Lingua    | Finale              | Punti               | Semi                     | Punti                    |
| ------------------------------- | -------------------------------------- | ----------------------------------- | --------- | ------------------- | ------------------- | ------------------------ | ------------------------ |
| 1965                            | Butch Moore                            | I'm Walking the Streets in the Rain | Inglese   | 6º                  | 11                  | Niente semifinali        | Niente semifinali        |
| 1966                            | Dickie Rock                            | Come Back to Stay                   | Inglese   | 4º                  | 14                  | Niente semifinali        | Niente semifinali        |
| 1967                            | Sean Dunphy                            | If I Could Choose                   | Inglese   | 2º                  | 22                  | Niente semifinali        | Niente semifinali        |
| 1968                            | Pat McGeegan                           | Chance Of a Lifetime                | Inglese   | 4º                  | 18                  | Niente semifinali        | Niente semifinali        |
| 1969                            | Muriel Day & The Lindsays              | The Wages of Love                   | Inglese   | 7º                  | 10                  | Niente semifinali        | Niente semifinali        |
| 1970                            | Dana                                   | All Kinds of Everything             | Inglese   | 1º                  | 32                  | Niente semifinali        | Niente semifinali        |
| 1971                            | Angela Farrell                         | One Day Love                        | Inglese   | 11º                 | 79                  | Niente semifinali        | Niente semifinali        |
| 1972                            | Sandie Jones                           | Ceol an Ghrá                        | Irlandese | 15º                 | 72                  | Niente semifinali        | Niente semifinali        |
| 1973                            | Maxi                                   | Do I Dream?                         | Inglese   | 10º                 | 80                  | Niente semifinali        | Niente semifinali        |
| 1974                            | Tina Reynolds                          | Cross Your Heart                    | Inglese   | 7º                  | 11                  | Niente semifinali        | Niente semifinali        |
| 1975                            | The Swarbriggs                         | That's What Friends Are For         | Inglese   | 9º                  | 68                  | Niente semifinali        | Niente semifinali        |
| 1976                            | Red Hurley                             | When                                | Inglese   | 10º                 | 54                  | Niente semifinali        | Niente semifinali        |
| 1977                            | The Swarbriggs Plus Two                | It's Nice to Be in Love Again       | Inglese   | 3º                  | 119                 | Niente semifinali        | Niente semifinali        |
| 1978                            | Colm T. Wilkinson                      | Born to Sing                        | Inglese   | 5º                  | 86                  | Niente semifinali        | Niente semifinali        |
| 1979                            | Cathal Dunne                           | Happy Man                           | Inglese   | 5º                  | 80                  | Niente semifinali        | Niente semifinali        |
| 1980                            | Johnny Logan                           | What's Another Year                 | Inglese   | 1º                  | 143                 | Niente semifinali        | Niente semifinali        |
| 1981                            | Sheeba                                 | Horoscopes                          | Inglese   | 5º                  | 105                 | Niente semifinali        | Niente semifinali        |
| 1982                            | The Duskeys                            | Here Today, Gone Tomorrow           | Inglese   | 11º                 | 49                  | Niente semifinali        | Niente semifinali        |
| Nessuna partecipazione nel 1983 |                                        |                                     |           |                     |                     | Niente semifinali        | Niente semifinali        |
| 1984                            | Linda Martin                           | Terminal 3                          | Inglese   | 2º                  | 137                 | Niente semifinali        | Niente semifinali        |
| 1985                            | Maria Christian                        | Wait Until the Weekend Comes        | Inglese   | 6º                  | 91                  | Niente semifinali        | Niente semifinali        |
| 1986                            | Luv Bug                                | You Can Count on Me                 | Inglese   | 4º                  | 96                  | Niente semifinali        | Niente semifinali        |
| 1987                            | Johnny Logan                           | Hold Me Now                         | Inglese   | 1º                  | 172                 | Niente semifinali        | Niente semifinali        |
| 1988                            | Jump the Gun                           | Take Him Home                       | Inglese   | 8º                  | 79                  | Niente semifinali        | Niente semifinali        |
| 1989                            | Kiev Connolly & The Missing Passengers | The Real Me                         | Inglese   | 18º                 | 21                  | Niente semifinali        | Niente semifinali        |
| 1990                            | Liam Reilly                            | Somewhere in Europe                 | Inglese   | 2º                  | 132                 | Niente semifinali        | Niente semifinali        |
| 1991                            | Kim Jackson                            | Could It Be That I'm in Love        | Inglese   | 10º                 | 47                  | Niente semifinali        | Niente semifinali        |
| 1992                            | Linda Martin                           | Why Me?                             | Inglese   | 1º                  | 155                 | Niente semifinali        | Niente semifinali        |
| 1993                            | Niamh Kavanagh                         | In Your Eyes                        | Inglese   | 1º                  | 187                 | Niente semifinali        | Niente semifinali        |
| 1994                            | Paul Harrington & Charlie McGettigan   | Rock 'n' Roll Kids                  | Inglese   | 1º                  | 226                 | Niente semifinali        | Niente semifinali        |
| 1995                            | Eddie Friel                            | Dreamin'                            | Inglese   | 15º                 | 44                  | Niente semifinali        | Niente semifinali        |
| 1996                            | Eimear Quinn                           | The Voice                           | Inglese   | 1º                  | 162                 | 2º                       | 198                      |
| 1997                            | Marc Roberts                           | Mysterious Woman                    | Inglese   | 2º                  | 157                 | Niente semifinali        | Niente semifinali        |
| 1998                            | Dawn Martin                            | Is Always Over Now?                 | Inglese   | 9º                  | 64                  | Niente semifinali        | Niente semifinali        |
| 1999                            | The Mullans                            | When You Need Me                    | Inglese   | 17º                 | 18                  | Niente semifinali        | Niente semifinali        |
| 2000                            | Eamonn Toal                            | Millennium of Love                  | Inglese   | 6º                  | 92                  | Niente semifinali        | Niente semifinali        |
| 2001                            | Gary O'Shaughnessy                     | Without Your Love                   | Inglese   | 21º                 | 6                   | Niente semifinali        | Niente semifinali        |
| Nessuna partecipazione nel 2002 |                                        |                                     |           |                     |                     | Niente semifinali        | Niente semifinali        |
| 2003                            | Mickey Harte                           | We've Got the World                 | Inglese   | 11º                 | 53                  | Niente semifinali        | Niente semifinali        |
| 2004                            | Chris Doran                            | If the World Stops Turning          | Inglese   | 23º                 | 7                   | Top 11 l'anno precedente | Top 11 l'anno precedente |
| 2005                            | Donna & Joe                            | Love?                               | Inglese   | Non qualificata     | Non qualificata     | 14º                      | 53                       |
| 2006                            | Brian Kennedy                          | Every Song Is a Cry for Love        | Inglese   | 10º                 | 93                  | 9º                       | 76                       |
| 2007                            | Dervish                                | They Can't Stop the Spring          | Inglese   | 24º                 | 5                   | Top 10 l'anno precedente | Top 10 l'anno precedente |
| 2008                            | Dustin the Turkey                      | Irelande douze pointe               | Inglese   | Non qualificata     | Non qualificata     | 15º                      | 22                       |
| 2009                            | Sinéad Mulvey & Black Daisy            | Et Cetera                           | Inglese   | Non qualificata     | Non qualificata     | 11º                      | 52                       |
| 2010                            | Niamh Kavanagh                         | It's for You                        | Inglese   | 23º                 | 25                  | 9º                       | 76                       |
| 2011                            | Jedward                                | Lipstick                            | Inglese   | 8º                  | 119                 | 8º                       | 68                       |
| 2012                            | Jedward                                | Waterline                           | Inglese   | 19º                 | 46                  | 6º                       | 92                       |
| 2013                            | Ryan Dolan                             | Only Love Survives                  | Inglese   | 26º                 | 5                   | 8º                       | 54                       |
| 2014                            | Can-linn feat. Kasey Smith             | Heartbeat                           | Inglese   | Non qualificata     | Non qualificata     | 12º                      | 35                       |
| 2015                            | Molly Sterling                         | Playing with Numbers                | Inglese   | Non qualificata     | Non qualificata     | 12º                      | 35                       |
| 2016                            | Nicky Byrne                            | Sunlight                            | Inglese   | Non qualificata     | Non qualificata     | 15º                      | 46                       |
| 2017                            | Brendan Murray                         | Dying to Try                        | Inglese   | Non qualificata     | Non qualificata     | 13º                      | 86                       |
| 2018                            | Ryan O'Shaughnessy                     | Together                            | Inglese   | 16º                 | 136                 | 6º                       | 179                      |
| 2019                            | Sarah McTernan                         | 22                                  | Inglese   | Non qualificata     | Non qualificata     | 18º                      | 16                       |
| 2020                            | Lesley Roy                             | Story of My Life                    | Inglese   | Edizione cancellata | Edizione cancellata | Edizione cancellata      | Edizione cancellata      |
| 2021                            | Lesley Roy                             | Maps                                | Inglese   | Non qualificata     | Non qualificata     | 16º                      | 20                       |
| 2022                            | Brooke                                 | That's Rich                         | Inglese   | Non qualificata     | Non qualificata     | 15º                      | 47                       |
| 2023                            | Wild Youth                             | We Are One                          | Inglese   | Non qualificata     | Non qualificata     | 12º                      | 10                       |
| 2024                            | Bambie Thug                            | Doomsday Blue                       | Inglese   | 6º                  | 278                 | 3º                       | 124                      |
| 2025                            | Emmy                                   | Laika Party                         | Inglese   | Non qualificata     | Non qualificata     | 13º                      | 28                       |

NOTE:
- Se un paese vince l'edizione precedente, non deve competere nelle semifinali nell'edizione successiva. Inoltre, dal 2004 al 2007, i primi dieci paesi che non erano membri dei Big 4 non dovevano competere nelle semifinali nell'edizione successiva. Se, ad esempio, Germania e Francia si collocavano tra i primi dieci, i paesi che si erano piazzati all'11º e al 12º posto avanzavano alla serata finale dell'edizione successiva insieme al resto della top 10.

## Statistiche di voto
Fino al 2025, le statistiche di voto dell'Irlanda sono:
| # | Stato       | Punti |
| - | ----------- | ----- |
| 1 | Regno Unito | 274   |
| 2 | Svezia      | 244   |
| 3 | Francia     | 194   |
| 4 | Norvegia    | 180   |
| 5 | Germania    | 174   |

| # | Stato       | Punti |
| - | ----------- | ----- |
| 1 | Regno Unito | 270   |
| 2 | Svezia      | 231   |
| 3 | Svizzera    | 192   |
| 4 | Austria     | 177   |
| 5 | Norvegia    | 176   |

| # | Stato       | Punti |
| - | ----------- | ----- |
| 1 | Svezia      | 327   |
| 2 | Lituania    | 283   |
| 3 | Regno Unito | 274   |
| 4 | Norvegia    | 251   |
| 5 | Israele     | 215   |

| # | Stato       | Punti |
| - | ----------- | ----- |
| 1 | Regno Unito | 371   |
| 2 | Svezia      | 255   |
| 3 | Svizzera    | 228   |
| 4 | Austria     | 219   |
| 5 | Belgio      | 215   |

## Altri premi ricevuti

### Marcel Bezençon Award
I Marcel Bezençon Awards sono stati assegnati per la prima volta durante l'Eurovision Song Contest 2002 a Tallinn, in Estonia, in onore delle migliori canzoni in competizione nella finale. Fondato da Christer Björkman (rappresentante della Svezia nell'Eurovision Song Contest del 1992 e capo della delegazione per la Svezia fino al 2021) e Richard Herrey (membro del gruppo Herreys e vincitore dalla Svezia nell'Eurovision Song Contest 1984), i premi prendono il nome del creatore del concorso, Marcel Bezençon.
I premi sono suddivisi in 3 categorie:
- Press Award: Per la miglior voce che viene votata dalla stampa durante l'evento.
- Artistic Award: Per il miglior artista, votato fino al 2009 dai vincitori delle scorse edizioni. A partire dal 2010 viene votato dai commentatori.
- Composer Award: Per la miglior composizione musicale che viene votata da una giuria di compositori.

| Anno | Categoria      | Artista | Canzone  | Compositore                                       |
| ---- | -------------- | ------- | -------- | ------------------------------------------------- |
| 2011 | Artistic Award | Jedward | Lipstick | Dan Priddy, Lars Halvor Jensen, Martin M. Larsson |

## Città ospitanti
| Anno | Città      | Luogo                     | Presentatori                    |
| ---- | ---------- | ------------------------- | ------------------------------- |
| 1971 | Dublino    | Gaiety Theatre            | Bernadette Ní Ghallchóir        |
| 1981 | Dublino    | RDS Simmonscourt Pavilion | Doireann Ní Bhriain             |
| 1988 | Dublino    | RDS Simmonscourt Pavilion | Pat Kenny e Michelle Rocca      |
| 1993 | Millstreet | Green Glens Arena         | Fionnuala Sweeney               |
| 1994 | Dublino    | Point Theatre             | Cynthia Ní Mhurchú e Gerry Ryan |
| 1995 | Dublino    | Point Theatre             | Mary Kennedy                    |
| 1997 | Dublino    | Point Theatre             | Carrie Crowley e Ronan Keating  |